# Listă de debuturi regizorale
Aceasta este o listă de debuturi regizorale în ordine cronologică. Filmele și datele cronologice sunt în funcție de premiera comercială cinematografică.
Note:
♦ Indică că regizorul respectiv a creat anterior alte lucrări pentru televiziune
# Indică faptul că în lucrările sale anterioare regizorul nu a fost menționat 
† Indică faptul că lucrările anterioare ale regizorului nu au fost lansate în cinematografe, fiind de exemplu producții pentru  școli de film sau filme de scurtmetraj sau videoclipuri muzicale. 
Vă rugăm să consultați articolele individuale pentru detalii suplimentare (acolo unde există). 

## Anii 1800

### 1896
- Alice Guy-Blaché – La Fée aux Choux
- Georges Méliès – Le Manoir du diable

## Anii 1900

### 1908
- Louis Feuillade – L'Homme aimanté
- D. W. Griffith – The Adventures of Dollie

## Anii 1910
| - Abel Gance – La Digue - Thomas H. Ince – Artful Kate - Michael Curtiz – Utolsó bohém, Az - Wilfred Lucas – An Outcast Among Outcasts - Victor Sjöström – Ett hemligt giftermål - Maurice Tourneur – Jean la Poudre - Robert Wiene — Die Waffen der Jugend - Frank Borzage – The Mystery of Yellow Aster Mine - Herbert Brenon† – Ivanhoe - Jack Conway† – The Old Armchair - Carmine Gallone – Il bacio di Cirano - King Vidor – Hurricane in Galveston - Raoul Walsh – The Pseudo Prodigal - Cecil B. DeMille – The Squaw Man - Alexander Korda – Orhaz a Karpatokban - Lau Lauritzen, Sr. – Den kulørte Slavehandler - Frank Lloyd – The Law of His Kind - Charlie Chaplin – Twenty Minutes of Love - Murdock MacQuarrie – The Old Cobbler - George B. Seitz – The Exploits of Elaine - Benjamin Christensen – The Mysterious X | - Richard Boleslavsky – Ty yeshcho ne umesh lyubit - Tod Browning – The Lucky Transfer - Lon Chaney, Sr. – The Stool Pigeon - B. Reeves Eason – Competition - E. A. Dupont† – Mein ist die Rache - Rex Ingram – The Great Problem - Fred Niblo – Get-Rich-Quick Wallingford - John S. Robertson – Love and Trout - John Ford – The Tornado - Alfred E. Green† – The Lad and the Lion - Harold Lloyd – Over the Fence - Wesley Ruggles† – For France - Vittorio De Sica – Il processo Clemenceau - Zoltan Korda – Károly bakák - Carl Theodor Dreyer – The President - Victor Fleming – When the Clouds Roll by - W.P. Kellino† – The Green Terror - Fritz Lang – Halbblut - F. W. Murnau – The Boy in Blue - Oscar Micheaux – The Homesteader - Erich von Stroheim – Blind Husbands - William A. Wellman – The Knickerbocker Buckaroo |

## Anii 1920
| - Clarence Brown – The Great Redeemer - Phil Goldstone – Hearts of the West - Sam Wood – Double Speed - William Dieterle – Der Mensch am Wege - Gregory La Cava† – His Nibs - Leo McCarey – Society Secrets - Robert J. Flaherty – Nanook of the North - Alexander Hall – A Game of Craft - Alfred Hitchcock – Number 13 - Adrian Brunel – The Man Without Desire - William Dieterle – Der Mensch am Wege - Sergei Eisenstein – Glumov's Diary - Julio Irigoyen – De Nuestras Pampas - Kenji Mizoguchi – Ai ni yomigaru hi - Dudley Murphy† – High Speed Lee - Georg Wilhelm Pabst – Der Schatz - Herbert Wilcox – Chu-Chin-Chow - Grigori Kozintsev și Leonid Trauberg – The Adventures of Oktyabrina - Jean Renoir – Backbiters | - Harry Joe Brown – Bashful Buccaneer - Jean Cocteau – Jean Cocteau fait du Cinema - Roy Del Ruth† – Eve's Lover - Teinosuke Kinugasa – Tsukigata Hanpeita - Lewis Milestone† – Seven Sinners - Josef von Sternberg – The Salvation Hunters - Frank Capra – The Strong Man - Howard Hawks – The Road to Glory - Archie Mayo† – Money Talks - Ray Taylor – Fighting with Buffalo Bill - Edgar G. Ulmer# – The Border Sheriff - William Wyler† – Lazy Lightning - Lloyd Bacon – The Heart of Maryland - David Butler – High School Hero - Mervyn LeRoy – No Place To Go - Yasujirō Ozu – Zange no Yaiba - Hiroshi Inagaki – Tenka Taiheki - Norman Taurog† – Lucky Boy - Lionel Barrymore – Madame X - John Cromwell – Close Harmony - Martin Frič – Father Vojtech - Joris Ivens – Rain - Leo McCarey† – Freed'em and Weep - Alf Sjöberg – Den starkaste |

## Anii 1930
| - Luis Buñuel† – L'Age d'Or - George Cukor – Grumpy - Mário Peixoto – Limite - Lowell Sherman† – Lawful Larceny - Jean Vigo – À propos de Nice - James Whale – Journey's End - Rowland Brown – Quick Millions - Michael Powell – Two Crowded Hours - Otto Preminger – Die große Liebe - Jacques Tourneur† – Tout ça ne vaut pas l'amour - Henry Hathaway – Heritage of the Desert - William Keighley – The Match King - Henry Koster – Thea Roland - Max Ophüls† – The Company's in Love - Robert Stevenson – Happy Ever After - Marcel Varnel – The Silent Witness - Fei Mu – Night in the City - John Harlow – My Lucky Star - Bernard Vorhaus – The Ghost Camera - Marcel Pagnol† – Le gendre de Monsieur Poirier - George Stevens† – A Divorce Courtship - Mehboob Khan – Judgement of Allah - Mario Mattoli – Tempo Massimo - Alice O'Fredericks – Ud i den kolde sne - Billy Wilder – Mauvaise Graine | - Edward Dmytryk – The Hawk - Carol Reed – It Happened in Paris - Douglas Sirk† – The Girl from the Marsh Croft - Jacques Tati – Gai dimanche - Yuan Muzhi – Scenes of City Life - Marcel Carné† – Jenny - William Clemens – Man Hunt - Norman Foster – I Cover Chinatown - Vijay Bhatt – Khwab Ki Duniya - Giacomo Gentilomo – Sinfonia di Roma - Roy Kellino – Charade - Camillo Mastrocinque – Regina della Scala - Robert Rossen – Marked Woman - Julio Saraceni – Noches de carnaval - William Witney – The Painted Stallion - Leslie Howard – Pygmalion - Joshua Logan – I Met My Love Again - Mario Zampi – 13 Men and a Gun - Harold Huth – Hell's Cargo - Joseph Losey – Pete Roleum and his Cousins - Leslie Norman – Too Dangerous to Live - Vincent Sherman – The Return of Doctor X |

## Anii 1940
| - Vittorio De Sica – Rose scarlatte - Preston Sturges – The Great McGinty - Lance Comfort – Penn of Pennsylvania - Jules Dassin – The Tell-Tale Heart - John Huston – The Maltese Falcon - Irving Rapper – Shining Victory - George Sidney† – Free and Easy - Orson Welles† – Citizen Kane - Henri-Georges Clouzot – The Murderer Lives at Number 21 - Noël Coward și David Lean# – In Which We Serve - Basil Dearden♦ and Will Hay – The Black Sheep of Whitehall - Albert Lewin – The Moon and Sixpence - Anthony Mann♦ – Dr. Broadway - Manoel de Oliveira† – Aniki-Bóbó - Powell and Pressburger – One of Our Aircraft Is Missing - Robert Bresson- Angels of the Streets - Delmer Daves – Destination Tokyo - Maya Deren – Meshes of the Afternoon - Val Guest – Life with The Lyons - Keisuke Kinoshita – The Blossoming Port - Akira Kurosawa – Sanshiro Sugata - Frank Launder – Millions Like Us - Vincente Minnelli# – Cabin in the Sky - Roberto Rossellini – Le Nave Biance - Luchino Visconti – Ossessione | - René Clément† – Paris sous la botte - Charles Crichton – For Those in Peril - Lewis Gilbert – Sailors Do Care - Laurence Olivier – Henry V - Helmut Weiss† – The Punch Bowl - Robert Wise – The Curse of the Cat People - K. Asif – Phool - Elia Kazan† – A Tree Grows in Brooklyn - Don Siegel – Star in the Night - Khwaja Ahmad Abbas – Dharti Ke Lal - Chetan Anand – Neecha Nagar - Ingmar Bergman – Crisis - John Berry – Miss Susie Slagle's - Robert Hamer# – Pink String and Sealing Wax - Joseph L. Mankiewicz – Backfire - John Sturges – The Man Who Dared - Terence Young – Theirs Is the Glory - Robert Alton – Merton of the Movies - Ken Annakin† – Holiday Camp - Roy Ward Baker – The October Man - Kon Ichikawa – A Thousand and One Nights with Toho - Robert Montgomery – Lady in the Lake - Derek N. Twist – The End of the River - László Benedek# – The Kissing Bandit - Terence Fisher – A Song for Tomorrow - Raj Kapoor – Aag - Richard Quine – Leather Gloves - Nicholas Ray – They Live by Night - Stanley Donen și Gene Kelly – On the Town - Sam Fuller – I Shot Jesse James - Ida Lupino – Never Fear - Alexander Mackendrick – Whisky Galore! - Jean-Pierre Melville† – Le Silence de la Mer - Burgess Meredith – The Man on the Eiffel Tower - Arne Skouen – Gategutter |

## Anii 1950
| - Michelangelo Antonioni† – Cronaca di un amore - Richard Brooks – Crisis - Youssef Chahine – Baba Amin - Adolfo Celi – Caiçara - Federico Fellini – Variety Lights - J. Lee Thompson – Murder Without Crime - Atif Yilmaz – Kanli Feryat - Guru Dutt – Baazi - Robert Parrish – Cry Danger - Kaneto Shindo – Story of a Beloved Wife - Charles Marquis Warren – Little Big Horn - Ritwik Ghatak – Chinnamul - Guy Hamilton – The Black Castle - Harry Horner – Red Planet Mars - Ken Hughes – Wide Boy - Nathan H. Juran – The Ringer - Jerzy Kawalerowicz – Gromada - Masaki Kobayashi – My Son's Youth - Arnold Laven – Without Warning! - Chris Marker – Olympia 52 - Frank Tashlin† – The First Time - Robert Aldrich♦ – Big Leaguer - Don Chaffey – Skid Kids - Stanley Kubrick† – Fear and Desire - Emeric Pressburger – Twice Upon a Time - Ed Wood♦ – Glen or Glenda - Nikos Koundouros – Magik Polis - Sergei Parajanov† – Andriesh - Yves Robert – Les hommes ne pensent qu'à ça - Tapan Sinha – Ankush - Agnès Varda – La Pointe Courte - Roger Corman – Swamp Women - Blake Edwards – Bring Your Smile Along - Jean-Luc Godard – Opération béton - Charles Laughton – The Night of the Hunter - Burt Lancaster – The Kentuckian - Stanley Kramer – Not as a Stranger - Ray Milland – A Man Alone - Satyajit Ray – Pather Panchali - Mrinal Sen – Raat Bhore - Don Sharp – The Stolen Airliner - Andrzej Wajda† – A Generation | - Claude Sautet – Bonjour Sourire! - Seijun Suzuki – Minato no kanpai: Shôri o waga te ni - Robert Altman – The Delinquents - Anselmo Duarte – Absolutamente Certo - Leonid Gaidai – Dolgiy put - Sidney Lumet♦ – 12 Angry Men - Robert Mulligan♦ – Fear Strikes Out - Martin Ritt – Edge of the City - Franco Zeffirelli – Camping - Gabriel Axel♦ – The Girls Are Willing - Jack Cardiff† – Intent to Kill - Claude Chabrol – Le Beau Serge - Michel Deville – Une balle dans le canon - Shōhei Imamura – Stolen Desire - Wojciech Has† – Petla - Louis Malle – Elevator to the Gallows - José Mojica Marins – Adventurer's Fate - Arthur Penn♦ – The Left Handed Gun - Karel Reisz† – We Are the Lambeth Boys - Bernhard Wicki – Warum Sind Sie Gegen Uns? - John Cassavetes – Shadows - Jack Clayton† – Room at the Top - Sidney J. Furie – A Dangerous Age - Monte Hellman – Beast from Haunted Cave - Ray Kellogg – The Killer Shrews - Elen Klimov – Ostorzhno: poshlost - Nagisa Oshima – A Town of Love and Hope - Anthony Quinn – The Buccaneer - Alain Resnais – Hiroshima, dragostea mea - Tony Richardson♦ – Look Back in Anger - Éric Rohmer† – Le Signe du lion - François Truffaut – The 400 Blows |

## Anii 1960
| - Mario Bava – Black Sunday - Jerry Lewis – The Bellboy - Walter Matthau – Gangster Story - Jacques Rivette – Paris Belongs to Us - Stuart Rosenberg♦ – Murder, Inc. - Masahiro Shinoda – One-Way Ticket for Love - John Wayne – The Alamo - Mel Welles – Code of Silence - Michael Winner – Shoot to Kill - Yoji Yamada – Zero no shôten - Yoshishige Yoshida – Rokudenashi - Luis Alcoriza – Los jóvenes - Marlon Brando – One-Eyed Jacks - Jack Couffer - Nikki, Wild Dog of the North - Jacques Demy† – Lola - Richard Donner♦ – X-15 - Bryan Forbes - Whistle Down the Wind - Kinji Fukasaku – Hakuchu No Buraikan - Susumu Hani† – Bad Boys - Andrei Konchalovsky – The Boy and the Pigeon - Claude Lelouch – Le propre de l'homme - Sergio Leone# – The Colossus of Rhodes - Henryk Malyan – Guys from the Army Band - Pier Paolo Pasolini – Accattone - Halit Refiğ† – Yasak Așk - Wolfgang Reitherman† – One Hundred and One Dalmatians - Don Taylor – Everything's Ducky - Bernardo Bertolucci – La commare secca - Alain Cavalier – Le combat dans l'île - George Roy Hill – Period of Adjustment - Arthur Hiller♦ – This Rugged Land - Norman Jewison♦ – 40 Pounds of Trouble - Richard Lester†♦ – It's Trad, Dad! - Roman Polanski† – Knife in the Water - John Schlesinger – A Kind of Loving - Vilgot Sjöman – The Mistress - Andrei Tarkovsky† – Ivan's Childhood - Hiroshi Teshigahara – Pitfall - Lindsay Anderson – This Sporting Life - Francis Ford Coppola†# – Dementia 13 - Forugh Farrokhzad – The House Is Black - James Ivory – The Householder - Ken Russell†♦ – French Dressing - Peter Tewksbury♦ – Sunday in New York - Peter Yates – Summer Holiday - Miloš Forman† – Black Peter - Philip Kaufman – Goldstein - Larry Peerce – One Potato, Two Potato - Glauber Rocha† – Black God, White Devil - Ettore Scola† – Se permettete parliamo di donne - Mel Stuart♦ – Four Days in November - Stephen C. Apostolof – Orgy of the Dead - John Boorman♦ – Catch Us If You Can - John Derek – Nightmare in the Sun - Costa-Gavras – The Sleeping Car Murders - Ebrahim Golestan† – Brick and Mirror - Dušan Makavejev† – Covek nije tica - Sydney Pollack♦ – The Slender Thread - Frank Sinatra – None but the Brave - Jerzy Skolimowski♦ – Walkover - K. Viswanath – Aatma Gowravam | - Woody Allen – What's Up, Tiger Lily? - Hy Averback♦ – Chamber of Horrors - Bob Clark – The Emperor's New Clothes - Marguerite Duras – La musica - R. W. Fassbinder – Der Stadtstreicher - Yasuharu Hasebe – Black Tight Killers - William Klein – Who Are You, Polly Maggoo? - Alexander Kluge – Yesterday Girl - David Lane♦ – Thunderbirds Are Go - Mariano Laurenti – Il vostro super agente Flit - Darius Mehrjui – Diamond 33 - John Milius – Marcello, I'm Bored - Mike Nichols – Who's Afraid of Virginia Woolf? - Lucian Pintilie – Duminică la ora 6 - Ousmane Sembene – Borom Sarret - Volker Schlöndorff† – Der Junge Törless - Albert Finney – Charlie Bubbles - William Friedkin – Good Times - Philippe Garrel† – Marie for Memory - Anthony Harvey♦ – Dutchman - Toshiya Fujita – Hikō shōnen: Hinode no sakebi - Med Hondo – Soleil O - Manoj Kumar – Upkar - Ken Loach♦ – Poor Cow - Carl Reiner – Enter Laughing - Mark Rydell – The Fox - Melvin Van Peebles† – The Story of a Three-Day Pass - Michael Verhoeven – The Dance of Death - Franco Zeffirelli – The Taming of the Shrew - Peter Bogdanovich – Targets - Mel Brooks – The Producers - Brian De Palma† – Murder a la Mod - Werner Herzog† – Signs of Life - Peter R. Hunt – On Her Majesty's Secret Service - Alejandro Jodorowsky† – Fando y Lis - Peter Medak – Negatives - Paul Newman – Rachel, Rachel - Melvin Van Peebles† – The Story of a Three-Day Pass - George A. Romero† – Night of the Living Dead - Raúl Ruiz† – Three Sad Tigers - Martin Scorsese† – Who's That Knocking at My Door - Fernando Solanas† – The Hour of the Furnaces - Isao Takahata – Hols: Prince of the Sun - Roy Andersson† – Lördagen den 5.10 - Richard Attenborough – Oh! What a Lovely War - John G. Avildsen† – Turn on to Love - David Cronenberg† – Stereo - Bob Fosse – Sweet Charity - Dennis Hopper – Easy Rider - Charles Jarrott♦ – Anne of the Thousand Days - Paul Mazursky – Bob & Carol & Ted & Alice - Alan J. Pakula – The Sterile Cuckoo - Gordon Parks† – The Learning Tree - Barney Platts-Mills† – Bronco Bullfrog - Arthur Allan Seidelman - Hercule la New York |

## Anii 1970
| - Theodoros Angelopoulos – Reconstruction - Dario Argento – The Bird with the Crystal Plumage - Hal Ashby – The Landlord - Rajinder Singh Bedi – Dastak - James Bridges – The Baby Maker - Ossie Davis – Cotton Comes to Harlem - Richard A. Colla† – Zigzag - George P. Cosmatos – The Beloved - Sean S. Cunningham – The Art of Marriage - William A. Fraker – Monte Walsh - Lionel Jeffries – The Railway Children - Nicolas Roeg și Donald Cammell – Performance - Wim Wenders – Summer in the City - Alan Arkin† – Little Murders - Clint Eastwood – Play Misty for Me - Felix Falks – Zdarzenie - Peter Fonda – The Hired Hand - James Frawley♦ – The Christian Licorice Store - Stephen Frears – Gumshoe - John D. Hancock - Let's Scare Jessica to Death - Mike Hodges♦ – Get Carter - Mike Leigh – Bleak Moments - Jack Lemmon – Kotch - George Lucas† – THX 1138 - Elaine May – A New Leaf - Jack Nicholson – Drive, He Said - Ivan Reitman† – Foxy Lady - Tony Scott† – Loving Memory - Steven Hilliard Stern - B.S. I Love You - Lawrence Turman – The Marriage of a Young Stockbroker - Paul Verhoeven – Business Is Business - Peter Weir†♦ – Homesdale - Chatrichalerm Yugala – Out of the Darkness - Claude Zidi – Les Bidasses en folie - Chantal Akerman† – Hôtel Monterey - Michael Apted♦ – The Triple Echo - Ralph Bakshi – Fritz the Cat - Wes Craven – The Last House On The Left - Paul Bartel – Private Parts - Bruce Beresford – The Adventures of Barry McKenzie - Robert Benton – Bad Company - Bill Douglas† – My Childhood - Adoor Gopalakrishnan – Swayamvaram - Larry Hagman♦ – Beware! The Blob - Perry Henzel – The Harder They Come - Charlton Heston – Antony and Cleopatra - Djibril Diop Mambéty – Touki Bouki - Gary Nelson♦ – Molly and Lawless John - Gordon Parks, Jr. – Super Fly - Arnold Perl – Malcolm X - Sidney Poitier – Buck and the Preacher - Michael Schultz♦ – Together for Days - George C. Scott – Rage - Kumar Shahani – Maya Darpan - John Waters† – Pink Flamingos - Hector Babenco – O Fabuloso Fittipaldi - Shyam Benegal♦ – Ankur - Martin Campbell – The Sex Thief - Philip D'Antoni – The Seven-Ups - Kirk Douglas – Scalawag - Haile Gerima† – Child of Resistance - Taylor Hackford – Bukowski - Curtis Hanson – Sweet Kill - Anna Karina – Vivre ensemble - Abbas Kiarostami† – The Experience - John Landis – Schlock - Terrence Malick† – Badlands - Sohrab Shahid-Saless♦ – A Simple Event - John Woo – Fist to Fist - G. Aravindan – Uttarayanam - Arizal♦ – Senyum dan Tangis - John Byrum – Inserts - Joe Camp – Benji - John Carpenter – Dark Star - Michael Cimino – Thunderbolt and Lightfoot - Jonathan Demme – Caged Heat - Tobe Hooper – The Texas Chain Saw Massacre - Scott Hicks – The Wanderer - Peter Hyams♦ – Our Time - Nikita Mikhalkov† – At Home Among Strangers - Ariane Mnouchkine – 1789 - Wolfgang Petersen†♦ – Einer von uns beiden - Steven Spielberg†♦ – The Sugarland Express - Oliver Stone† – Seizure - Bertrand Tavernier – The Clockmaker | - Patrice Chéreau – The Flesh of the Orchid - Souleymane Cissé† – The Young Girl - John Duigan – The Firm Man - Terry Gilliam și Terry Jones – Monty Python and the Holy Grail - Lasse Hallström♦ – A Guy and a Gal - Walter Hill – Hard Times - Shirley MacLaine – The Other Half of the Sky: A China Memoir - Joan Micklin Silver† – Hester Street - Helma Sanders-Brahms – Unter dem Pflaster ist der Strand - Margarethe von Trotta♦† – The Lost Honour of Katharina Blum - Gene Wilder – The Adventure of Sherlock Holmes' Smarter Brother - Allan Arkush† and Joe Dante† – Hollywood Boulevard - Jean-Jacques Annaud – Black and White in Color - John Badham♦ – The Bingo Long Traveling All-Stars & Motor Kings - Catherine Breillat – A Real Young Girl - Dyan Cannon – Number One - Martha Coolidge† – Not a Pretty Picture - Neal Israel – Tunnel Vision - Derek Jarman – Sebastiane - Krzysztof Kieślowski†♦ – Personel - Patrice Leconte† – Les vécés étaient fermés de l'interieur - Robert Moore♦ – Murder by Death - Alan Parker†♦ – Bugsy Malone - Michael Pressman – The Great Texas Dynamite Chase - Burt Reynolds – Gator - Fred Schepisi† – The Devil's Playground - Martin Brest† – Hot Tomorrows - Joseph Brooks – You Light Up My Life - Charles Burnett† – Killer of Sheep - Atom Egoyan – Lust of a Eunuch - Valie Export – Unsichtbare Gegner - Ron Howard† – Grand Theft Auto - Girish Kasaravalli – Ghatashraddha - Diane Kurys – Peppermint Soda - David Lynch† – Eraserhead - Gregory Nava† – The Confessions of Amans - Phillip Noyce† – Backroads - Ridley Scott†♦ – The Duellists - Béla Tarr† – Családi tűzfészek - Muzaffar Ali – Gaman - Bille August – Honning måne - Warren Beatty și Buck Henry – Heaven Can Wait - Buddhadeb Dasgupta† – Dooratwa - Randal Kleiser♦ – Grease - Leiji Matsumoto♦ – Captain Harlock: Mystery of the Arcadia - Errol Morris – Gates of Heaven - Steve Rash – The Buddy Holly Story - Joan Rivers – Rabbit Test - Paul Schrader – Blue Collar - Alexander Sokurov† – The Lonely Voice of Man - Sylvester Stallone – Paradise Alley - James Toback – Fingers - Meir Zarchi – I Spit on Your Grave - Robert Zemeckis† – I Wanna Hold Your Hand - Albert Brooks♦ – Real Life - Jackie Chan – The Fearless Hyena - Alan Clarke – Scum - Abel Ferrara – The Driller Killer - Goutam Ghose† – Maabhoomi - Tsui Hark – The Butterfly Murders - Agnieszka Holland† – Provincial Actors - Ann Hui♦ – The Secret - Leon Ichaso – El Super - George Miller – Mad Max - Hayao Miyazaki♦ – The Castle of Cagliostro - Russell Mulcahy – Derek and Clive Get the Horn - Chris Petit – Radio On - Julien Temple – The Great Rock 'n' Roll Swindle |

## Anii 1980
| - Pedro Almodóvar† – Pepi, Luci, Bom - Chuck Barris – The Gong Show Movie - Tony Bill – My Bodyguard - James Caan – Hide in Plain Sight - Rob Cohen – A Small Circle of Friends - Bill Forsyth – That Sinking Feeling - Peter Greenaway† – The Falls - Robert Greenwald – Xanadu - Hou Hsaio-hsien – Cute Girl - Jim Jarmusch – Permanent Vacation - Art Linson – Where the Buffalo Roam - Adrian Lyne† – Foxes - Mike Newell♦ – The Awakening - Harold Ramis – Caddyshack - Robert Redford – Ordinary People - Jay Sandrich♦ – Seems Like Old Times - John Sayles – Return of the Secaucus 7 - Roger Spottiswoode – Terror Train - Fernando Trueba† – Opera Prima - Nancy Walker♦ – Can't Stop the Music - Gordon Willis – Windows - Jerry Zucker, Jim Abrahams & David Zucker – Airplane! - Alan Alda♦ – The Four Seasons - Andrew Bergman – So Fine - James Cameron† – Piranha II: The Spawning - John Glen† – For Your Eyes Only - Steve Gordon♦ – Arthur - Jim Henson†♦ – The Great Muppet Caper - Hugh Hudson† – Chariots of Fire - Glenn Jordan♦ – Only When I Laugh - Lawrence Kasdan – Body Heat - Aki Kaurismaki – The Saimaa Gesture - Emir Kusturica†♦ – Do You Remember Dolly Bell? - Michael Mann†♦ – Thief - Sam Raimi† – The Evil Dead - Oz Scott – Bustin' Loose - Joel Schumacher♦ – The Incredible Shrinking Woman - Penelope Spheeris† – The Decline of Western Civilization - Jahnu Barua† – Aparoopa - Richard Benjamin♦ – My Favorite Year - Khairy Beshara♦ – Bloody Destinies - Kathryn Bigelow† and Monty Montgomery – The Loveless - Patricia Birch♦ – Grease 2 - Nick Castle – Tag: The Assassination Game - Roger Christian – The Sender - Graeme Clifford†♦ – Frances - Caleb Deschanel† – The Escape Artist - Richard Elfman – Forbidden Zone - Stuart Gillard – Paradise - Amy Heckerling† – Fast Times at Ridgemont High - Tim Hunter – Tex - Neil Jordan – Angel - John Laing – Beyond Reasonable Doubt - Barry Levinson – Diner - Aaron Lipstadt – Android - Garry Marshall♦ – Young Doctors in Love - Albert Pyun – The Sword and the Sorcerer - Susan Seidelman† – Smithereens - Robert Towne – Personal Best - Edward Yang – Guang yin de gu shi - Corey Yuen – Ninja in the Dragon's Den - Ronny Yu – The Postman Strikes Back - Emile Ardolino♦ – He Makes Me Feel Like Dancin' - Roberto Benigni – You Upset Me - Luc Besson† – Le Dernier Combat - Paul Brickman – Risky Business - James L. Brooks – Terms of Endearment - Shekhar Kapur – Masoom - Kiyoshi Kurosawa – Kandagawa Pervert Wars - Mohsen Makhmalbaf – Tobeh Nosuh - Michael Radford† – Another Time, Another Place - Mani Ratman – Pallavi Anu Pallavi - Mark Rosman – The House on Sorority Row - Barbra Streisand – Yentl - Alejandro Agresti† – La Neutrónica explotó en Burzaco - Steve Barron† – Electric Dreams - Ethan Coen and Joel Coen – Blood Simple - Alex Cox - Repo Man - Léos Carax – Boy Meets Girl - Gérard Depardieu – Le tartuffe - Roland Emmerich† – The Noah's Ark Principle - James Foley – Reckless - John Hughes – Sixteen Candles - Juzo Itami – The Funeral - Roland Joffé♦ – The Killing Fields - Chen Kaige – Yellow Earth - Yoshiaki Kawajiri – Lensman - Ken Kwapis – The Beniker Gang - Albert Magnoli† – Purple Rain - Luis Mandoki – Motel - Leonard Nimoy – Star Trek III: The Search for Spock - Rob Reiner† – This Is Spinal Tap - W. D. Richter – The Adventures of Buckaroo Banzai Across the 8th Dimension - Valeria Sarmiento – Notre mariage - Lars von Trier† – The Element of Crime | - Tim Burton†♦ – Pee-wee's Big Adventure - Joyce Chopra† – Smooth Talk - Rod Daniel♦ – Teen Wolf - Stephen Gyllenhaal – Certain Fury - Stuart Gordon♦ – Re-Animator - Savage Steve Holland – Better Off Dead - Ken Kwapis♦ – The Beniker Gang - Dwight H. Little – KGB: The Secret War - Gus Van Sant†♦ – Mala Noche - Terry Zwigoff – Louie Bluie - David Anspaugh – Hoosiers - Olivier Assayas† – Disorder - Ron Clements, Burny Mattinson†, Dave Michener și John Musker – The Great Mouse Detective - Howard Deutch – Pretty in Pink - Peter Faiman♦ – "Crocodile" Dundee - Vítor Gonçalves – A Girl In Summer - Renny Harlin†♦ – Born American - Stephen Herek – Critters - Stephen King – Maximum Overdrive - Spike Lee† – She's Gotta Have It - Penny Marshall♦ – Jumpin' Jack Flash - John McNaughton† – Henry: Portrait of a Serial Killer - John McTiernan – Nomads - Prince† – Under the Cherry Moon - Bruce Robinson – Withnail and I - Mark Romanek – Static - Charles Martin Smith – Trick or Treat - Joe Roth – Streets of Gold - David Seltzer♦ – Lucas - Giuseppe Tornatore – Il camorrista - Edward Zwick – About Last Night... - Allison Anders – Border Radio - Jeff Bleckner♦ – White Water Summer - Chris Columbus – Adventures in Babysitting - Danny DeVito†♦ – Throw Momma from the Train - Nigel Dick† – P.I. Private Investigations - Emilio Estevez – Wisdom - Flora Gomes – Mortu Nega - Tamar Simon Hoffs† – The Allnighter - Phil Joanou† – Three O'Clock High - Diane Keaton – Heaven - Peter Jackson† – Bad Taste - Mary Lambert† – Siesta - David Mamet – House of Games - Phil Alden Robinson – In the Mood - Jay Russell – The End of the Line - Robert Townsend – Hollywood Shuffle - John Stockwell – Undercover - Zhang Yimou – Sorgul roșu - Greg Beeman♦ – License to Drive - John Cornell – "Crocodile" Dundee II - Claire Denis – Chocolat - Reha Erdem – Oh, Moon! - Robert Englund – 976-EVIL - Mike Figgis♦ – Stormy Monday - Andrew Fleming – Bad Dreams - Mick Garris♦ – Critters 2: The Main Course - Keith Gordon – The Chocolate War - Bob Hoskins – The Raggedy Rawney - Annabel Jankel†♦ and Rocky Morton†♦ – D.O.A. - Shaji N. Karun – Piravi - Guy Maddin† – Tales from the Gimli Hospital - Ramón Menéndez – Stand and Deliver - Chris Menges – A World Apart - Mira Nair†♦ – Salaam Bombay! - Yousry Nasrallah – Summer Thefts - Donald Petrie♦ – Mystic Pizza - Tina Rathborne♦ – Zelly and Me - Bernard Rose – Paperhouse - Gary Sinise – Miles from Home - Jan Švankmajer† – Alice - Ernest Thompson – 1969 - Keenen Ivory Wayans – I'm Gonna Git You Sucka - Henry Winkler♦ – Memories of Me - Wong Kar-wai – Wong Gok Ka Moon - Meiert Avis† – Far from Home - Kenneth Branagh – Henry V - Sooraj R. Barjatya – Maine Pyar Kiya - Jane Campion†♦ – Sweetie - Jeremiah S. Chechik – National Lampoon's Christmas Vacation - Isabel Coixet† – Demasiado viejo para morir joven - Pedro Costa – O Sangue - Cameron Crowe – Say Anything... - John Dahl – Kill Me Again - Carl Franklin† – Nowhere to Run - Paul Greengrass♦ – Resurrected - Gary David Goldberg – Dad - Wendell B. Harris, Jr. – Chameleon Street - Michael Haneke♦ – The Seventh Continent - Joe Johnston – Honey, I Shrunk the Kids - Takeshi Kitano – Violent Cop - Michael Lehmann† – Heathers - Richard Linklater – It's Impossible to Learn to Plow by Reading Books - Sean McNamara – Hollywood Chaos - Tahmineh Milani – Children of Divorce - Michael Moore – Roger & Me - Jonathan Mostow† – Beverly Hills Bodysnatchers - Eddie Murphy – Harlem Nights - David Peoples† – The Blood of Heroes - Alex Proyas† – Spirits of the Air, Gremlins of the Clouds - Joe Pytka† – Let It Ride - Junji Sakamoto – Dotsuitarunen - Victor Salva – Clownhouse - Nancy Savoca – True Love - Thomas Schlamme♦† – Miss Firecracker - William Shatner – Star Trek V: The Final Frontier - Jim Sheridan – My Left Foot - Mel Smith – The Tall Guy - Steven Soderbergh† – Sex, Lies, and Videotape - Todd Solondz† – Fear, Anxiety & Depression - Stephen Sommers – Catch Me If You Can - Ann Turner – Celia - Joseph Vilsmaier – Autumn Milk - Gary Winick – Curfew - Joel Zwick♦ – Second Sight - Eric Red† – Cohen and Tate |

## Anii 1990
| - Kevin Costner – Dances with Wolves - Manny Coto – Playroom - Dennis Dugan – Problem Child - Reginald Hudlin† – House Party - Caroline Link†♦ – Sommertage - Frank Marshall – Arachnophobia - Joji Matsuoka† – Batāshi Kingyo - Bill Murray – Quick Change - Michele Placido – Pummarò - Jay Roach – Zoo Radio - Tom Ropelewski – Madhouse - Lone Scherfig♦ – Kaj's fødselsdag - Martin Sheen – Cadence - Whit Stillman – Metropolitan - Jon Turteltaub – Think Big - Ron Underwood†♦ – Tremors - Thomas Vinterberg – Sneblind - Michael Winterbottom♦ – Forget About Me - Zhang Yuan† – Mama - Jon Avnet♦ – Fried Green Tomatoes - Dan Aykroyd – Nothing but Trouble - Marco Bechis† – Alambrado - Susanne Bier† – Freud flyttar hemifrån... - Marc Caro♦† and Jean-Pierre Jeunet† – Delicatessen - Peter Chelsom† – Hear My Song - Rich Christiano – The Appointment - Alfonso Cuarón†♦ – Sólo Con Tu Pareja - Arnaud Desplechin – La Vie Des Morts - Tom DiCillo – Johnny Suede - Bill Duke†♦ – A Rage in Harlem - Jodie Foster – Little Man Tate - George Gallo – 29th Street - Bobcat Goldthwait – Shakes the Clown - Bryan Gordon† – Career Opportunities - Todd Haynes† – Poison - Peter Hewitt† – Bill & Ted's Bogus Journey - Kevin Hooks♦ – Strictly Business - Jeffrey Hornaday♦† – Shout - David Kellogg† – Cool as Ice - Brian Levant – Problem Child 2 - Doug McHenry și George Jackson – House Party 2 - Deepa Mehta♦ – Sam & Me - Anthony Minghella – Truly, Madly, Deeply - Garin Nugroho – Cinta dalam Sepotong Roti - Sean Penn – The Indian Runner - Matty Rich – Straight Out of Brooklyn - Walter Salles – A Grande Arte - John Singleton – Boyz n the Hood - Barry Sonnenfeld – The Addams Family - Rachel Talalay – Freddy's Dead: The Final Nightmare - Jaco Van Dormael♦ – Toto the Hero - Mario Van Peebles♦ – New Jack City - Irwin Winkler – Guilty by Suspicion - Rémy Belvaux†, André Bonzel† and Benoît Poelvoorde† – Man Bites Dog - Mike Binder – Crossing the Bridge - Uwe Boll – German Fried Movie - Craig Bolotin† – That Night - Park Chan-wook – The Moon Is... the Sun's Dream - Billy Crystal – Mr. Saturday Night - Tamra Davis† – Guncrazy - Ernest Dickerson – Juice - Nora Ephron – This Is My Life - David M. Evans# – The Sandlot - David Fincher† – Alien³ - Rituparno Ghosh - Hirer Angti - Arne Glimcher – The Mambo Kings - Mark Herman† – Blame It on the Bellboy - Ang Lee – Pushing Hands - Baz Luhrmann – Strictly Ballroom - Les Mayfield♦† – Encino Man - Edward James Olmos – American Me - Kenny Ortega†♦ – Newsies - Jafar Panahi† – The Friend - Tim Robbins – Bob Roberts - Robert Rodriguez† – El Mariachi - Damon Santostefano† – Severed Ties - M. Night Shyamalan – Praying with Anger - Quentin Tarantino† – Reservoir Dogs - Betty Thomas♦ – Only You - Tsai Ming-liang♦ – Rebels of the Neon God - John Turturro – Mac - Daniel Alfredson†♦ – The Man on the Balcony - Marco Brambilla – Demolition Man - Thomas Carter♦ – Swing Kids - Gurinder Chadha♦† – Bhaji on the Beach - Rusty Cundieff – Fear of a Black Hat - Robert De Niro – A Bronx Tale - Guillermo del Toro† – Cronos - Ted Demme♦† – Who's the Man? - Duwayne Dunham – Homeward Bound: The Incredible Journey - Morgan Freeman – Bopha! - Mel Gibson – The Man Without a Face - Richard Williams† – The Thief and the Cobbler - Paul Haggis♦† – Red Hot - Albert Hughes and Allen Hughes† – Menace II Society - John Madden♦ – Ethan Frome - Radu Mihăileanu† – Trahir - Trey Parker† – Cannibal! The Musical - Mikael Salomon – A Far Off Place - Don Scardino♦ – Me and Veronica - Henry Selick† – The Nightmare Before Christmas - Dominic Sena† – Kalifornia - Bryan Singer† – Public Access - Daniel Stern♦ – Rookie of the Year - Stephen Surjik♦ – Wayne's World 2 - Tran Anh Hung† – The Scent of Green Papaya - Tom Tykwer† – Deadly Maria - John Whitesell♦ – Calendar Girl - Wang Xiaoshuai – The Days - Steven Zaillian – Searching for Bobby Fischer - Roger Allers și Rob Minkoff† – The Lion King - Paul W. S. Anderson – Shopping - Jacques Audiard – Regarde les hommes tomber - Roger Avary – Killing Zoe - Timur Bekmambetov♦ – Peshavar Waltz - Danny Boyle♦ – Shallow Grave - Stephen Chow – King of Destruction - Frank Darabont♦ – The Shawshank Redemption - Jan de Bont – Speed - Adam Bernstein† – It's Pat - Bobby Farrelly și Peter Farrelly – Dumb and Dumber - James Gray – Little Odessa - Anthony Michael Hall – Hail Caesar - P. J. Hogan† – Muriel's Wedding - George Huang – Swimming with Sharks - Nicholas Hytner – The Madness of King George - Patrick Keiller† – London - Doug Liman – Getting In - Eric Meza – House Party 3 - Darnell Martin† – I Like It Like That - Takashi Miike† – Daisan no gokudō - John Pasquin♦ – The Santa Clause - Jeff Pollack – Above the Rim - Kelly Reichardt – River of Grass - David O. Russell† – Spanking the Monkey - Steven Seagal – On Deadly Ground - Peter Segal♦ – Naked Gun 33⅓: The Final Insult - Tom Shadyac♦ – Ace Ventura: Pet Detective - Kevin Smith† – Clerks - Ben Stiller♦† – Reality Bites - Lee Tamahori†♦ – Once Were Warriors | - Tomas Alfredson♦ – Bert: The Last Virgin - Debbie Allen♦ – Out-of-Sync - Jason Alexander – For Better or Worse - Brad Anderson – Frankenstein's Planet of Monsters! - Noah Baumbach – Kicking and Screaming - Michael Bay† – Bad Boys - Icíar Bollaín†♦ – Hola, ¿estás sola? - Steven Brill – Heavyweights - Stephen Chbosky – The Four Corners of Nowhere - Larry Clark – Kids - Frank Coraci – Murdered Innocence - Gary Fleder♦ – Things to Do in Denver When You're Dead - Marc Forster – Loungers - Lesli Linka Glatter†♦ – Now and Then - F. Gary Gray† – Friday - Hirokazu Koreeda♦ – Maborosi - John Lasseter† – Toy Story - Robert Longo† – Johnny Mnemonic - James Mangold – Heavy - Daisy von Scherler Mayer – Party Girl - Melanie Mayron♦ – The Baby-Sitters Club - Rebecca Miller – Angela - Chris Noonan†♦ – Babe - Gavin O'Connor† – Comfortably Numb - Oliver Parker – Othello - Jean-François Richet – État des lieux - Brian Robbins – The Show - Joaquim Sapinho – Haircut - Hans-Christian Schmid†♦ – Nach Fünf im Urwald - Holly Goldberg Sloan – The Big Green - Bryan Spicer♦ – Mighty Morphin Power Rangers: The Movie - Brad Silberling†♦ – Casper - Andrew Sipes – Fair Game - Andy Tennant♦ – It Takes Two - Forest Whitaker♦ – Waiting to Exhale - Lou Ye – Weekend Lover - Zhang Ke Ji – Xiaoshan Huijia - Alejandro Amenábar – Tesis - Paul Thomas Anderson† – Hard Eight - Wes Anderson – Bottle Rocket - Paris Barclay† – Don't Be a Menace to South Central While Drinking Your Juice in the Hood - Steve Buscemi – Trees Lounge - Stuart Baird – Executive Decision - Jason Bloom† – Bio-Dome - Matthew Bright – Freeway - Matthew Broderick – Infinity - Nick Cassavetes – Unhook the Stars - Jay Chandrasekhar – Puddle Cruiser - Seth Michael Donsky – Twisted - Cheryl Dunye† – The Watermelon Woman - David R. Ellis – Homeward Bound II: Lost in San Francisco - Jonathan Frakes♦ – Star Trek: First Contact - Terry George – Some Mother's Son - Jose Zeka Laplaine† – Macadam Tribu - Tom Hanks♦ – That Thing You Do! - Mary Harron♦ – I Shot Andy Warhol - Gregory Hoblit♦ – Primal Fear - Nicole Holofcener† – Walking and Talking - Bronwen Hughes† – Harriet the Spy - Anjelica Huston – Bastard Out of Carolina - Mike Judge†♦ – Beavis and Butt-head Do America - David Koepp† – The Trigger Effect - Ki-duk Kim†♦ – Crocodile - Martin Lawrence – A Thin Line Between Love and Hate - Quentin Lee† – Flow - Danny Leiner† – Layin' Low - Kevin Macdonald♦ – Chaplin's Goliath - Nelson McCormick♦ – For Which He Stands - Douglas McGrath – Emma - Greg Mottola – The Daytrippers - Niels Arden Oplev† – Portland - Al Pacino – Looking for Richard - Alexander Payne – Citizen Ruth - John Putch† – Alone in the Woods - Krishna Rao – Crossworlds - Matt Reeves† – The Pallbearer - Sabu – Dangan Runner - Arlene Sanford♦ – A Very Brady Sequel - John Schultz – Bandwagon - Campbell Scott și Stanley Tucci – Big Night - Adrienne Shelly† – Sudden Manhattan - Kevin Spacey – Albino Alligator - Nicolas Winding Refn – Pusher - Billy Bob Thornton – Sling Blade - The Wachowskis – Bound - Miguel Arteta – Star Maps - William Brent Bell – Sparkle and Charm - Andy Cadiff♦ – Leave It to Beaver - Peter Cattaneo – The Full Monty - Dean Cundey – Honey, We Shrunk Ourselves - Vondie Curtis-Hall – Gridlock'd - Johnny Depp♦ – The Brave - Vin Diesel† – Strays - Mark A.Z. Dippé – Spawn - Paul Feig – Life Sold Separately - Vincent Gallo – Buffalo '66 - Raja Gosnell – Home Alone 3 - Peter Howitt – Sliding Doors - Nick Hurran♦ – Remember Me? - Bob Koherr – Plump Fiction - Harmony Korine – Gummo - Neil LaBute – In the Company of Men - Mimi Leder♦ – The Peacemaker - Kasi Lemmons – Eve's Bayou - John R. Leonetti – Mortal Kombat: Annihilation - Shawn Levy – Just in Time - Justin Lin – Shopping for Fangs - Shane Meadows – Twenty Four Seven - David Mirkin♦ – Romy and Michele's High School Reunion - Andrew Niccol – Gattaca - Cherie Nowlan† – Thank God He Met Lizzie - Peter O'Fallon♦ – Suicide Kings - Gary Oldman – Nil by Mouth - François Ozon† – Regarde la Mer - Mark Pellington†♦ – Going All the Way - Rafi Pitts† – The Fifth Season - Brett Ratner† – Money Talks - Tom Schulman – 8 Heads in a Duffel Bag - Jill Sprecher – Clockwatchers - Tim Story – One of Us Tripped - Kiefer Sutherland♦ – Truth or Consequences, N.M. - George Tillman, Jr.† – Soul Food - Gore Verbinski† – MouseHunt - Mark Waters – The House of Yes - Simon West – Con Air - Jia Zhangke† – Xiao Wu - Fatih Akın†♦ – Short Sharp Shock - Darren Aronofsky† – Pi - Bob Saget†♦ – Dirty Work - Matt Earl Beesley – Point Blank - Peter Berg – Very Bad Things - Troy Beyer – Let's Talk About Sex - Steve Boyum – Meet the Deedles - Joe Carnahan – Blood, Guts, Bullets and Octane - Lisa Cholodenko† – High Art - Nuri Bilge Ceylan – Kasaba - Joan Chen – Xiu Xiu: The Sent Down Girl - Derek Cianfrance – Brother Tied - David Dobkin† – Clay Pigeons - Harry Elfont și Deborah Kaplan – Can't Hardly Wait - Soleil Moon Frye și Meeno Peluce – Wild Horses - Antoine Fuqua† – The Replacement Killers - Ice Cube† – The Players Club - Wayne Isham† – 12 Bucks - Karan Johar – Kuch Kuch Hota Hai - Mark Steven Johnson – Simon Birch - Tony Kaye†♦ – American History X - Jake Kasdan† – Zero Effect - Nagesh Kukunoor – Hyderabad Blues - Paul McGuigan – The Acid House - Samira Makhmalbaf – The Apple - Sean Mathias – Bent - Don McKellar† – Last Night - Olivier Megaton†♦ – Tout Morose - Fernando Meirelles†♦ – O Menino Maluquinho 2 - Nancy Meyers – The Parent Trap - Lukas Moodysson – Fucking Amal - Vincenzo Natali – Cube - Gaspar Noé† – Seul contre tous - Christopher Nolan† – Following - Dean Parisot†♦ – Home Fries - Guy Ritchie† – Lock, Stock and Two Smoking Barrels - Craig Ross, Jr. – Cappuccino - Gary Ross – Pleasantville - Millicent Shelton†♦ – Ride - Tony Singletary♦ – High Freakquency - Abderrahmane Sissako† – Life on Earth - Andrew Stanton – A Bug's Life - Kevin Rodney Sullivan♦ – How Stella Got Her Groove Back - John Terlesky – The Pandora Project - Toshiaki Toyoda – Pornostar - Randall Wallace – The Man in the Iron Mask - Hype Williams† – Belly - David Yates†♦ – The Tichborne Claimant - Jamie Babbit†♦ – But I'm a Cheerleader - Antonio Banderas – Crazy in Alabama - Brad Bird♦ – The Iron Giant - John Bruno† – Virus - Tony Bui† – Delicatessen - Sofia Coppola† – The Virgin Suicides - Jim Fall – Trick - Hampton Fancher –The Minus Man - Jeff Franklin♦ – Love Stinks - Rick Famuyiwa† – The Wood - Gary Halvorson♦ – The Adventures of Elmo in Grouchland - Brian Helgeland – Payback - Tim Hill†♦ – Muppets from Space - Gavin Hood† – A Reasonable Man - Spike Jonze† – Being John Malkovich - Gil Junger♦ – 10 Things I Hate About You - Clare Kilner† – Janice Beard - Roger Kumble – Cruel Intentions - Paul Lazarus♦ – Seven Girlfriends - Malcolm D. Lee – The Best Man - Rod Lurie† – Deterrence - Sam Mendes♦ – American Beauty - Dave Meyers† – Foolish - Mike Mitchell†♦ – Deuce Bigalow: Male Gigolo - Daniel Myrick și Eduardo Sánchez – The Blair Witch Project - Babak Payami – One More Day - Kimberly Peirce† – Boy's Don't Cry - Lynne Ramsay – Ratcatcher - Tim Roth – The War Zone - Sara Sugarman† – Mad Cows - S. J. Surya – Vaali - Julie Taymor♦ – Titus - Manuela Viegas – Gloria - Chris Weitz și Paul Weitz – American Pie - Ben Younger – Boiler Room |

## Anii 2000
| - Asia Argento♦ – Scarlet Diva - Greg Berlanti – The Broken Hearts Club: A Romantic Comedy - Thomas Bezucha – Big Eden - Bong Joon-ho – Barking Dogs Never Bite - Craig Brewer – The Poor & Hungry - Steve Carr† – Next Friday - Peter M. Cohen – Whipped - Stephen Daldry† – Billy Elliot - Tom Dey – Shanghai Noon - DJ Pooh – 3 Strikes - Andrew Dominik – Chopper - Bill Eagles♦ – Beautiful Creatures - Sally Field♦ – Beautiful - Francine McDougall† – Sugar & Spice - Jonathan Glazer† – Sexy Beast - David Gordon Green – George Washington - Jon Gunn – Mercy Streets - Alejandro González Iñárritu†♦ – Amores perros - Davis Guggenheim†♦ – Gossip - Bonnie Hunt – Return to Me - Kris Isacsson† – Down to You - Jack Johnson, Chris Malloy and Emmett Malloy – Thicker than Water - Abdellatif Kechiche – La Faute à Voltaire - Janusz Kamiński – Lost Souls - Chris Koch♦ – Snow Day - Karyn Kusama – Girlfight - Baltasar Kormákur – 101 Reykjavík - Kenneth Lonergan – You Can Count on Me - Peter Lord† and Nick Park† – Chicken Run - Joe Mantegna – Lakeboat - McG† – Charlie's Angels - David McNally – Coyote Ugly - Christopher McQuarrie – The Way of the Gun - Marzieh Meshkini – The Day I Became a Woman - Edward Norton – Keeping the Faith - Shane O'Sullivan – Second Generation - Gina Prince-Bythewood† – Love & Basketball - Peyton Reed†♦ – Bring It On - Eric "Bibo" Bergeron și Will Finn – The Road to El Dorado - Tarsem Singh† – The Cell - Scott Stewart – What We Talk About When We Talk About Love - Robert Vince – MVP: Most Valuable Primate - Apichatpong Weerasethakul† – Mysterious Object at Noon - James Wong – Final Destination - Kate Woods♦ – Looking for Alibrandi - Andrew Adamson† and Vicky Jenson†♦ – Shrek - Lisandro Alonso – La Libertad - Adrian Caetano† – Bolivia - Michael Cuesta – L.I.E. - Jeff Daniels – Escanaba in da Moonlight - Pete Docter† – Monsters, Inc. - Jesse Dylan† – How High - Jon Favreau – Made - Todd Field† – In the Bedroom - Joel Gallen♦ – Not Another Teen Movie - Lawrence Guterman† – Cats & Dogs - Michel Gondry† – Human Nature - Tom Green† – Freddy Got Fingered - Oliver Hirschbiegel♦ – Das Experiment - Jeeva – 12B - Asif Kapadia† – The Warrior - Semih Kaplanoğlu♦ – Herkes Kendi Evinde - Richard Kelly† – Donnie Darko - Baltasar Kormákur - 101 Reykjavík - Gonzalo López-Gallego†♦ – Nómadas - Christine Lahti† – My First Mister - Nick Love – Goodbye Charlie Bright - Robert Luketic† – Legally Blonde - Francine McDougall† – Sugar & Spice - Vanessa Middleton – 30 Years to Life - John Cameron Mitchell – Hedwig and the Angry Inch - John Moore† – Behind Enemy Lines - Bill Paxton† – Frailty - Pitof – Vidocq - Juan Pablo Rebella și Pablo Stoll – 25 Watts - J. B. Rogers – Say It Isn't So - Adam Shankman† – The Wedding Planner - Paolo Sorrentino - One Man Up - Chris Stokes† – House Party 4: Down to the Last Minute - Michael Tollin♦† – Summer Catch - David Wain†♦ – Wet Hot American Summer - Wang Chao – The Orphan of Anyang - Ric Roman Waugh†♦ – The Specialist - Jonas Åkerlund†♦ – Spun - Walt Becker – National Lampoon's Van Wilder - Parry Andelin Blake – The Master of Disguise - Trent Brakwood- Disney's Home Alone - Jeffrey Blitz – Spellbound - Kevin Bray† – All About the Benjamins - Andrew Bujalski – Funny Ha Ha - Neil Burger – Interview with the Assassin - Nicolas Cage – Sonny - Guillaume Canet – Mon idole - Peter Care† – The Dangerous Lives of Altar Boys - D. J. Caruso†♦ – The Salton Sea - Chuan Lu – The Missing Gun - George Clooney – Confessions of a Dangerous Mind - James Cox† – Highway - David Daniel și Damon Dash – Paper Soldiers - Bob Dolman – The Banger Sisters - Abbas Fahdel† – Back to Babylon - Juan Carlos Fresnadillo† – Intacto - Stephen Fry – Bright Young Things - Dennie Gordon†♦ – Joe Dirt - David S. Goyer – Zig Zag - Christophe Honoré† – Seventeen Times Cecile Cassard - Callie Khouri – Divine Secrets of the Ya-Ya Sisterhood - Janez Lapajne – Rustling Landscapes - Michael Lembeck♦ – The Santa Clause 2 - Louis Leterrier – The Transporter - Sophie Marceau – Speak to Me of Love - Neil Marshall – Dog Soldiers - Rob Marshall♦ – Chicago - Lucky McKee† – May - David Mackenzie†♦ – The Last Great Wilderness - Cristian Mungiu† – Occident - Dewey Nicks – Slackers - José Padilha – Bus 174 - Marcus Raboy† – Friday After Next - Carlos Reygadas† – Japan - Eli Roth – Cabin Fever - Carlos Saldanha și Chris Wedge† – Ice Age - Robert Schwentke† – Tattoo - Charles Stone III† – Drumline - Yen Tan – Happy Birthday - Denzel Washington – Antwone Fisher - Yasmin Ahmad – Rabun - LeVar Burton♦ – Blizzard - Reggie Rock Bythewood♦ – Biker Boyz - Larry Charles – Masked and Anonymous - Sylvain Chomet† – The Triplets of Belleville - Richard Curtis – Love Actually - Gareth Evans – Samurai Monogatari - Asghar Farhadi†♦ – Dancing in the Dust - Karl Golden† – The Honeymooners - Todd Graff – Camp - Bradley Rust Gray – Salt - Catherine Hardwicke – Thirteen - Paul Hunter† – Bulletproof Monk - Andrew Jarecki – Capturing the Friedmans - Patty Jenkins† – Monster - Clark Johnson♦ – S.W.A.T. - Alex Kendrick – Flywheel - Eric Lartigau♦ – Mais qui a tué Pamela Rose? - Jonathan Liebesman† – Darkness Falls - Li Yang – Blind Shaft - Thomas McCarthy – The Station Agent - Linda Mendoza♦ – Chasing Papi - Glen Morgan – Willard - Marcus Nispel† – The Texas Chainsaw Massacre - Vadim Perelman – House of Sand and Fog - Chris Rock – Head of State - Wang Bing – Tie Xi Qu: West of the Tracks - Bo Welch – The Cat in the Hat - Tommy Wiseau – The Room - Len Wiseman – Underworld - Bille Woodruff† – Honey - Rob Zombie† – House of 1000 Corpses - Paul Abascal♦ – Paparazzi - Zach Braff† – Garden State - Tricia Brock† – Killer Diller - Shane Carruth – Primer - Henry Chan♦ – Gas - Heitor Dhalia – Nina - Saul Dibb♦ – Bullet Boy - Charles S. Dutton♦ – Against the Ropes - Daniel Espinosa† – Babylon Disease - Ismaël Ferroukhi♦ – Le Grand Voyage - Christopher Erskin† – Johnson Family Vacation - Andy Fickman – Who's Your Daddy? - Jenna Fischer – LolliLove - Jonathan Hensleigh – The Punisher - Jared Hess† – Napoleon Dynamite - Tom Hooper♦ – Red Dust - Liu Jiayin – Oxhide - Joseph Kahn† – Torque - Dolph Lundgren – The Defender - Joshua Marston – Maria Full of Grace - Adam McKay♦ – Anchorman: The Legend of Ron Burgundy - Pierre Morel – District 13 - Tan Chui Mui – A Tree in Tanjung Malim - Gerardo Naranjo† – Malachance - Joe Nussbaum† – Sleepover - Chazz Palminteri – Noel - Vincent Paronnaud – Raging Blues - Angela Robinson† – D.E.B.S. - Rick Schroder – Black Cloud - Morgan Spurlock – Super Size Me - Zack Snyder† – Dawn of the Dead - Jessy Terrero† – Soul Plane - Matthew Vaughn – Layer Cake - James Wan – Saw - Edgar Wright♦ – Shaun of the Dead - Yaron Zilberman – Watermarks | - Lexi Alexander† – Green Street - Judd Apatow♦ – The 40-Year-Old Virgin - Josh Appignanesi†♦ – Song of Songs - Géla Babluani – 13 Tzameti - Bang Eun-jin – Princess Aurora - Rémi Bezançon† – Ma vie en l'air - Shane Black – Kiss Kiss Bang Bang - Darren Lynn Bousman – Saw II - Jaume Collet-Serra – House of Wax - Lee Daniels – Shadowboxer - Polly Draper – The Naked Brothers Band: The Movie - Jennifer Flackett și Mark Levin – Little Manhattan - Richard E. Grant – Wah-Wah - Crispin Glover – What Is It? - Debra Granik† – Down to the Bone - Darren Grant† – Diary of a Mad Black Woman - Garth Jennings† – The Hitchhiker's Guide to the Galaxy - Rian Johnson† – Brick - Tommy Lee Jones – The Three Burials of Melquiades Estrada - Miranda July – Me and You and Everyone We Know - Marc Klasfeld† – The L.A. Riot Spectacular - Lajos Koltai – Fateless - Francis Lawrence† – Constantine - Claudia Llosa – Madeinusa - Roberto Gomez Martin – Hell to Pay - Bruce Campbell – Man with the Screaming Brain - Olivier Meyrou – Beyond Hatred - Frank Miller – Sin City - Ellen Perry♦ – The Fall of Fujimori - Oday Rasheed† – Underexposure - John de Rantau♦ – Mencari Madonna - Liev Schreiber – Everything is Illuminated - Lee Shallat-Chemel♦ – Greener Mountains - Michael Showalter – The Baxter - Marcos Siega† – Pretty Persuasion - Susan Stroman – The Producers - Tim Sullivan – 2001 Maniacs - Jeff Wadlow† – Cry_Wolf - Joss Whedon♦ – Serenity - Andrew Wilson și Luke Wilson – The Wendell Baker Story - Joe Wright†♦ – Pride & Prejudice - J. J. Abrams♦ – Mission: Impossible III - Joey Lauren Adams – Come Early Morning - Elizabeth Allen† – Aquamarine - Andrea Arnold† – Red Road - Bryan Barber† – Idlewild - Ericson Core – Invincible - Allen Coulter♦ – Hollywoodland - Michael Damian†♦ – Hot Tamale - Jonathan Dayton and Valerie Faris† – Little Miss Sunshine - Ryan Fleck – Half Nelson - Anne Fletcher – Step Up - Jason Friedberg and Aaron Seltzer – Date Movie - Liz Friedlander† – Take the Lead - Jeff Garlin♦ – I Want Someone to Eat Cheese With - Susannah Grant† – Catch and Release - James Gunn#†♦ – Slither - Lee Ha – Bewitching Attraction - Sanaa Hamri†♦ – Something New - Michel Hazanavicius†♦ – OSS 117: Cairo, Nest of Spies - Florian Henckel von Donnersmarck – The Lives of Others - So Yong Kim – In Between Days - Jonathan Levine† – All the Boys Love Mandy Lane - Neveldine/Taylor – Crank - Gorō Miyazaki – Tales from Earthsea - Ryan Murphy – Running with Scissors - Morgan O'Neill – Solo - Mark Palansky† – Penelope - Tyler Perry† – Madea's Family Reunion - Sarah Polley† – Away from Her - Jason Reitman† – Thank You for Smoking - Chris Robinson† – ATL - Ahn Sang-hoon† – Arang - Lynn Shelton† – We Go Way Back - David Slade† – Hard Candy - T. R. Silambarasan† – Vallavan - Ben Affleck† – Gone Baby Gone - Stephen J. Anderson† – Meet the Robinsons - Juan Antonio Bayona – El Orfanato - Cai Shangjun – The Red Awn - Anton Corbijn† – Control - Fred Durst† – The Education of Charlie Banks - Quentin Dupieux†♦ – Steak - Charles H. Ferguson – No End in Sight - Scott Frank – The Lookout - Stephane Gauger – Owl and the Sparrow - Tony Gilroy – Michael Clayton - Seth Gordon†♦ – The King of Kong: A Fistful of Quarters - Mark Helfrich – Good Luck Chuck - Anthony Hopkins – Slipstream - Helen Hunt♦ – Then She Found Me - Michael Katleman♦ – Primeval - Nadine Labaki – Caramel - José Padilha♦ – The Elite Squad - Marjane Satrapi – Persepolis - Fred Savage♦ – Daddy Day Camp - Akiva Schaffer†♦ – Hot Rod - Colin Strause and Greg Strause† – Aliens vs. Predator: Requiem - Justin Theroux – Dedication - Patricia Riggen† – La Misma Luna - Jim Threapleton – Extraordinary Rendition - Stuart Townsend – Battle in Seattle - David Wall – Noëlle - Andrew Waller† – Taking Five - Guillermo Arriaga† – The Burning Plain - Daniel Barnz† – Phoebe in Wonderland - Robert Beaucage – Spike - Eric Brevig – Journey to the Center of the Earth - Fred Cavayé† – Anything for Her - Jon M. Chu† – Step Up 2: The Streets - Noel Clarke – Adulthood - Elissa Down† – The Black Balloon - Diane English – The Women - Sacha Gervasi – Anvil! The Story of Anvil - David Hackl – Saw V - Melora Hardin – You - Brian Hecker† – Bart Got a Room - Na Hong-jin – The Chaser - Joanna Hogg♦ – Unrelated - Byron Howard și Chris Williams† – Bolt - Jon Hurwitz și Hayden Schlossberg – Harold & Kumar Escape from Guantanamo Bay - Charlie Kaufman – Synecdoche, New York - Michael Patrick King – Sex and the City - Madonna – Filth and Wisdom - Martin McDonagh† – In Bruges - Steve McQueen† – Hunger - David Oliveras – Watercolors - Marianna Palka – Good Dick - Arin Paul – 10:10 - Lori Petty† – The Poker House - Johan Renck† – Downloading Nancy - Azharr Rudin – Punggok Rindukan Bulan - Steven Sebring – Patti Smith: Dream of Life - Tate Taylor† – Pretty Ugly People - James Watkins – Eden Lake - Sean Weathers – House of the Damned - Rupert Wyatt† – The Escapist - Shane Acker† – 9 - Drew Barrymore – Whip It - Peter Billingsley† – Couples Retreat - Neill Blomkamp† – District 9 - Benny Boom† – Next Day Air - Scott Cooper – Crazy Heart - Peter Coster – 45 - Zach Cregger și Trevor Moore – Miss March - Matthew Crouch – The Cross - Juan Delancer – Trópico de Sangre - James DeMonaco – Staten Island - Adam Elliot† – Mary and Max - Shana Feste† – The Greatest - Glenn Ficarra și John Requa – I Love You Phillip Morris - David Field – The Combination - Ruben Fleischer†♦ – Zombieland - Thor Freudenthal† – Hotel for Dogs - Tom Ford – A Single Man - Ricky Gervais♦ – The Invention of Lying - Will Gluck – Fired Up! - Kevin Greutert – Saw VI - Manish Gupta – The Stoneman Murders - Andrew Haigh♦ – Greek Pete - Cheryl Hines – Serious Moonlight - Armando Iannucci♦ – In the Loop - Jiang Wenli – Lan - Thomas Jane - Țara întunericului - Duncan Jones† – Moon - Adam Kane†♦ – Formosa Betrayed - James Kerwin – Yesterday Was a Lie - Paul King♦ – Bunny and the Bull - Kishore Kumar – Konchem Ishtam Konchem Kashtam - Phil Lord and Chris Miller♦ – Cloudy with a Chance of Meatballs - Samuel Maoz – Lebanon - Jodie Markell – The Loss of a Teardrop Diamond - Oren Moverman – The Messenger - Shirin Neshat† – Women Without Men - Bob Peterson – Up - Ivo Raza – JarRing - James Ricardo – Opie Gets Laid - Bill Ross IV and Turner Ross – 45365 - Aaron Schneider – Get Low - Steve Shill♦ – Obsessed - Peter Strickland – Katalin Varga - Suseenthiran – Vennila Kabadi Kuzhu - Sooni Taraporevala – Little Zizou - Sam Taylor-Wood† – Nowhere Boy - Mark Tonderai – Hush - Phil Traill†♦ – All About Steve - Nia Vardalos – I Hate Valentine's Day - Malcolm Venville†♦ – 44 Inch Chest - Marc Webb† – (500) Days of Summer - Damien Dante Wayans – Dance Flick - Hoyt Yeatman – G-Force |

## Anii 2010
| - Casey Affleck – I'm Still Here - Mo Ali – Shank - Tim Allen – Crazy on the Outside - Richard Ayoade† – Submarine - Banksy – Exit Through the Gift Shop - Samuel Bayer† – A Nightmare on Elm Street - Darragh Byrne♦ – Parked - Brendon Culliton – If I Should Fall - Chi-jan Hou – One Day - Gareth Edwards♦† – Monsters - Tanya Hamilton† – Night Catches Us - Philip Seymour Hoffman – Jack Goes Boating - Rowan Joffé♦ – Brighton Rock - Henry Joost și Ariel Schulman† – Catfish - Larysa Kondracki – The Whistleblower - Joseph Kosinski – Tron: Legacy - Jason Croot – Le Fear - William Monahan – London Boulevard - David Michôd† – Animal Kingdom - Ben Miller – Huge - Chris Morris – Four Lions - Daisuke Namikawa – Wonderful World - Troy Nixey† – Don't Be Afraid of the Dark - Brad Peyton† – Cats & Dogs: The Revenge of Kitty Galore - Josh Radnor – happythankyoumoreplease - Julie Anne Robinson♦ – The Last Song - Jim Field Smith† – She's Out of My League - Joann Sfar – Gainsbourg: A Heroic Life - Floria Sigismondi† – The Runaways - Massy Tadjedin – Last Night - Leehom Wang – Love in Disguise - Hiromasa Yonebayashi – The Secret World of Arrietty - Tom Six – The Human Centipede (First Sequence) - Erik White† – Lottery Ticket - Max Winkler† – Ceremony - Salim Akil♦ – Jumping the Broom - Richard De Aragues – TT3D: Closer to the Edge - Jayendra – 180 - James Bobin†♦ – The Muppets - Mike Cahill – Another Earth - Cedric the Entertainer – Dance Fu - J. C. Chandor – Margin Call - Paddy Considine† – Tyrannosaur - Joe Cornish†♦ – Attack the Block - Alexandre Courtes – The Incident - Simon Curtis♦ – My Week with Marilyn - Sean Durkin† – Martha Marcy May Marlene - Vera Farmiga – Higher Ground - Dexter Fletcher – Wild Bill - Giddens Ko – You Are the Apple of My Eye - Evan Glodell – Bellflower - Rashaad Ernesto Green – Gun Hill Road - Xu Haofeng – The Sword Identity - Famke Janssen – Bringing Up Bobby - Angelina Jolie† – In the Land of Blood and Honey - Mayumi Komatsu – Tamatama - Julia Leigh – Sleeping Beauty - Niall MacCormick♦ – Albatross - Victoria Mahoney† – Yelling to the Sky - Artie Mandelberg♦ – Inside Out - John Michael McDonagh – The Guard - Nick Murphy♦ – The Awakening - George Nolfi – The Adjustment Bureau - Ben Palmer†♦ – The Inbetweeners Movie - Robbie Pickering – Natural Selection - Michael Rapaport – Beats, Rhymes & Life: The Travels of a Tribe Called Quest - Dee Rees† – Pariah - Keith Scholey – African Cats - Gavin Wiesen† – The Art of Getting By - Jason Winer†♦ – Arthur - Jennifer Yuh Nelson – Kung Fu Panda 2 - Barry Battles† – The Baytown Outlaws - Drew Goddard – The Cabin in the Woods - Anthony Hemingway♦ – Red Tails - Dustin Hoffman# – Quartet - Paul Hyett – The Seasoning House - Brian Klugman și Lee Sternthal – The Words - Robert Lorenz – Trouble with the Curve - Seth MacFarlane†♦ – Ted - Daigo Matsui – Afro Tanaka - Manish Manikpuri – Aalaap - Jason Moore♦ – Pitch Perfect - Alonso Mayo† – The Story of Luke - Rich Moore♦ – Wreck-It Ralph - Mamoru Nagano – Gothicmade - Jeff Newitt†♦ – The Pirates! In an Adventure with Scientists! - Nima Nourizadeh† – Project X - Bradley Parker – Chernobyl Diaries - RZA – The Man with the Iron Fists - Rupert Sanders† – Snow White and the Huntsman - Lorene Scafaria – Seeking a Friend for the End of the World - Josh Schwartz – Fun Size - Scott Speer† – Step Up Revolution - Josh Trank – Chronicle - Michael Whitton – Exit Strategy - Xu Zheng – Lost in Thailand - Benh Zeitlin† – Beasts of the Southern Wild - Paolo Benetazzo† – Study - Fede Alvarez† – Evil Dead - Stuart Blumberg – Thanks for Sharing - Lawrie Brewster† – Lord of Tears - Maggie Carey† – The To Do List - Nat Faxon și Jim Rash – The Way, Way Back - Liz W. Garcia – The Lifeguard - Simple Gogoi♦ – Tumi Jodi Kuwa - Evan Goldberg și Seth Rogen – This Is the End - Joseph Gordon-Levitt† – Don Jon - Dave Grohl† – Sound City - Ryan Coogler† – Fruitvale Station - Jerusha Hess – Austenland - Danny Mooney† – Love and Honor - Keanu Reeves – Man of Tai Chi - Carl Rinsch† – 47 Ronin - Michael Tiddes† – A Haunted House - Scott Walker† – The Frozen Ground - Zhao Wei† – So Young - Will Bakke – Believe Me - Jason Bateman♦ – Bad Words - Chen Sicheng – Beijing Love Story - Nick Cheung – Ghost Rituals - Susanna Fogel – Life Partners - Hitori Gekidan – A Bolt from the Blue - Dan Gilroy – Nightcrawler - Akiva Goldsman♦ – Winter's Tale - Ryan Gosling – Lost River - Jorge R. Gutierrez† – The Book of Life - Han Han – Duckweed - Nabeel Qureshi (Na Maloom Afraad) - William H. Macy♦ – Rudderless - July Jung – A Girl at My Door - Wally Pfister – Transcendence - Tristram Shapeero†♦ – Merry Friggin' Christmas - Robert Stromberg – Maleficent - Rob Thomas♦ – Veronica Mars - Kazuo Umezu – Mother - Saiji Yakumo – My Pretend Girlfriend - Snow Zou – But Always - Paul Tibbitt♦ – The SpongeBob Movie: Sponge Out of Water 1. 2. 3. 4. 5. 6. 7. 8. 9. 10. 11. 12. 13. 14. 15. 16. 17. 18. 19. 20. 21. 1. 2. 3. 4. 5. 6. 7. 8. 9. 10. 11. 12. 13. 14. 15. 16. 17. 18. 19. 20. 21. 22. 23. |